# 约尔马·索科
约尔马·索科（芬蘭語：Jorma Suokko，1940年5月27日—），芬兰男子冰球运动员，场上位置是后卫。他曾代表芬兰国家队参加1964年冬季奥林匹克运动会冰球比赛，获得第6名。